# João Paulo Cassandra
João Paulo Cassandra, né en 1961, est un homme politique santoméen. Il est président du gouvernement régional de Principe du 20 juin au 5 octobre 2006, dans l'attente de nouvelles élections régionales après la démission de Zeferino dos Prazeres.